# Berta Backof
Berta Backof (* 1911 in Nürnberg; † 2001) war eine deutsche Widerstandskämpferin gegen den Nationalsozialismus.

## Leben
Backof wuchs in Gostenhof, sie war in der sozialdemokratischen Arbeiterjugend aktiv tätig, wendete sich dann aber enttäuscht von der SPD und der SAPD ab und der KPD zu.
1933 war sie mit anderen an der Erstellung und Verbreitung des Roten Sandberg beteiligt, der wohl wichtigsten illegalen Zeitung in Nürnberg.
Nach dem Zweiten Weltkrieg war sie stellvertretende Parteivorsitzende der KPD in Fürth. Sie wurde dann aber wegen „Titoismus“ aus der KPD ausgeschlossen.